# Prix Shinzaburō-Iketani
Le prix Shinzaburō-Iketani (池谷信三郎賞), Iketani Shinzaburō shō) est créé en 1936 par l'éditeur Bungeishunjū en mémoire de l'écrivain et dramaturge japonais Shinzaburō Iketani mort à l'âge de 33 ans. La maison d'édition a été fondée par Kan Kikuchi qui créé aussi le prix Noma en 1941. Le prix Iketani couronne des ouvrages de littérature (創作), de critique (文芸評論) et de poésie (詩). Les nouveaux écrivains dont les livres présentent de nouveaux aspects ou un nouveau style en art et en poésie sont particulièrement distingués.

## Lauréats
| # | Année | Auteur                                        | Ouvrage couronné                                                                |
| - | ----- | --------------------------------------------- | ------------------------------------------------------------------------------- |
| 1 | 1936  | Mitsuo Nakamura et Yasuda Yojūrō              | pour Futabatei Shimei-ron (二葉亭四迷論) pour Nihon no hashi (日本の橋)         |
| 2 | 1937  | Hideo Tsumura                                 | pour son œuvre de critique cinématographique (映画批評の業績に対し)             |
| 3 | 1937  | Kiyoshi Jinzai                                | pour son œuvre de traducteur (翻訳の業績に対し)                                 |
| 4 | 1938  | Katsuichirō Kamei                             | pour Ningen kyōiku (人間教育)                                                   |
| 5 | 1938  | Shigeru Tonomura                              | pour Kusa ikada (草筏)                                                          |
| 6 | 1939  | Shirō Hibino                                  | pour Wusong Creek (呉淞クリーク, Ūson kurīku)                                   |
| 7 | 1940  | Hidemitsu Tanaka                              | pour Orimposu no kajitsu (オリンポスの果実)                                     |
| 8 | 1941  | non décerné                                   |                                                                                 |
| 9 | 1942  | Seiichirō Sakai, Tomoji Ishizuka et Itō Sakio | pour Hirono no kiroku (廣野の記録), Matsukaze (松風), Hana no koteki (花の鼓笛) |